# Museu de História Natural e Jardim Botânico da Universidade Federal de Minas Gerais
O Museu de História Natural e Jardim Botânico da Universidade Federal de Minas Gerais (MHNJB/UFMG) é um museu brasileiro localizado na cidade de Belo Horizonte cuja estrutura abriga além do próprio museu e seu acervo, um auditório, um viveiro de mudas, uma lagoa, um anfiteatro ecológico e um jardim sensorial.

## Acervo
O acervo conta com aproximadamente 265.664 itens entre peças e espécimes científicos preservados e contextualizados nas áreas da Arqueologia, Paleontologia, Geologia, Botânica, Zoologia, Cartografia Histórica, Etnografia, Arte Popular e Documentação Bibliográfica e Arquivística. Além disso, conta ainda com  expressivo conjunto de fotos e de documentos do museu, incluindo aqueles relativos ao Presépio do Pipiripau.  O Museu está instalado em uma área com aproximadamente 600.000 m², possui vegetação diversificada e típica da Mata Atlântica, que reúne, além das nativas, espécies exóticas.

## Incêndio
Em 15 de junho de 2020, um incêndio atingiu parte da reserva técnica do acervo do museu.  Duas das salas afetadas foram gravemente danificadas por fumaça e fuligem, enquanto outras suportaram o peso das chamas. Os funcionários do museu ainda não deram conta do que foi perdido. Um grupo formado por arqueólogos, paleontólogos e outros especialistas trabalhou para resgatar o que sobrou dos escombros do prédio que abrigava o acervo. Boa parte dos itens contava a história de povos indígenas e da fauna e da flora da América Latina.
Atualmente, o museu coleta recursos em plataformas de financiamento coletivo para reconstruir o museu.

## Links
- Página oficial